# コンスタンス・マイエール
コンスタンス・マイエール（Constance Mayer）として知られるマリー＝フランソワーズ・コンスタンス・マイエール＝ラ・マルティニエール（Marie-Françoise Constance Mayer-La Martinière、1775年3月9日 - 1821年5月26日）は、フランスの画家である。肖像画や風俗画などを描いた。画家のピエール＝ポール・プリュードンと暮らし、助手、共作者としても働いた。

## 略歴
フランス北部のエーヌ県のショーニー(Chauny)の税関の役人の娘に生まれた。パリに出て、ルーヴル美術館に開かれた若い女性のための美術学校でジョセフ＝ブノワ・スヴェー(Joseph-Benoît Suvée: 1743–1807）やジャン＝バティスト・グルーズ（1725-1805）から絵を学んだ。
フランス革命の恐怖政治が終わり、社会が落ち着きを取り戻し、細密画や肖像画が流行した。マイエールは女性や子供の肖像画などを描き、1795年にパリの サロンに初めて作品が受理され、その後数年間、続けて出展した。
1801年にジャック・ルイ・ダヴィッドのスタジオで働き、1802年に画家のピエール＝ポール・プリュードン（Pierre-Paul Prud'hon: 1758–1823)の弟子になった。プリュードンは、妻と離婚していて、5人の子供たちの世話をマイエールがするようになった。プリュードンはナポレオンに気に入られていてジョゼフィーヌやマリー＝ルイーズの肖像画などを描いた画家である。1808年にプリュードンはレジオンドヌール勲章を受勲した。
ナポレオンから与えられた住居に住み、マイエールはプリュードンの影響を受けたスタイルで作品を制作し、プリュードンとも共作したとされ、画家としての評価も得ていた。
1821年にマイエールはプリュードンと口論になり、プリュードンにマイエールと結婚する意志のないことに失望し、カミソリで自殺したと伝えられる。 1823年にプリュードンはマイエールの回顧展を開いた。その年亡くなった。

## 作品

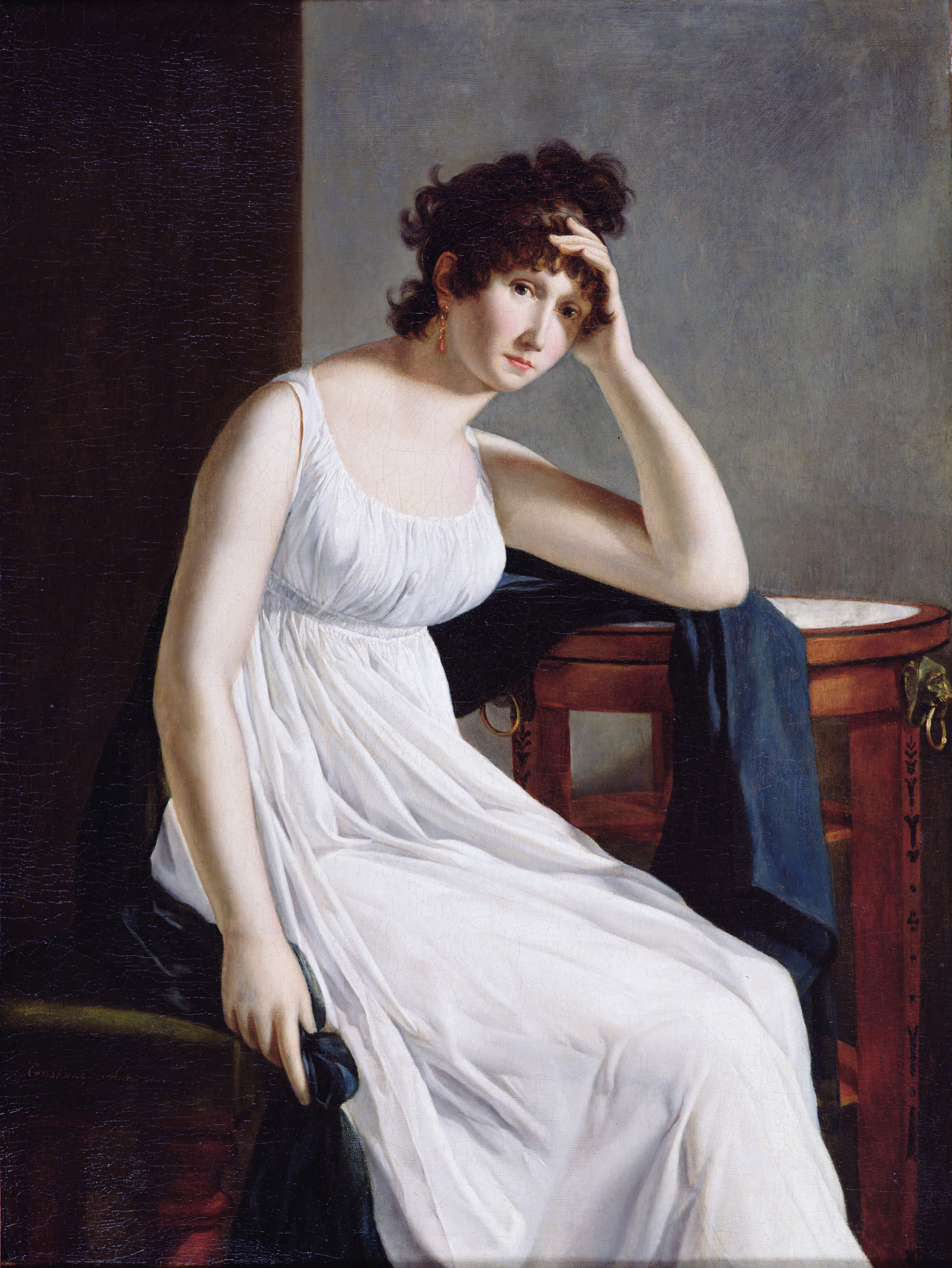
自画像 (1801) Bibliothèque Marmottan
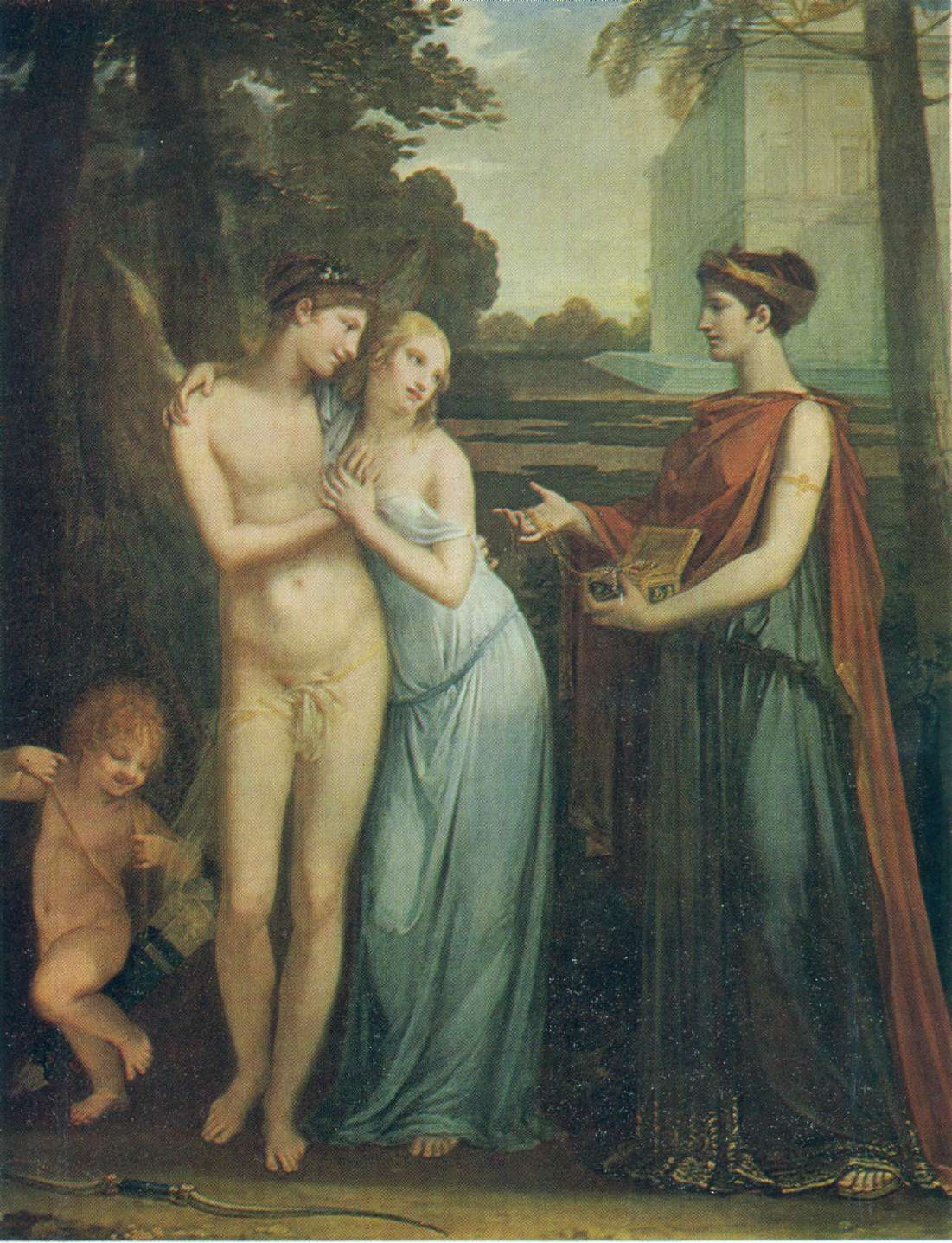
プリュードンとも共作「富よりも愛を優先する無垢の心」(1804) エルミタージュ美術館
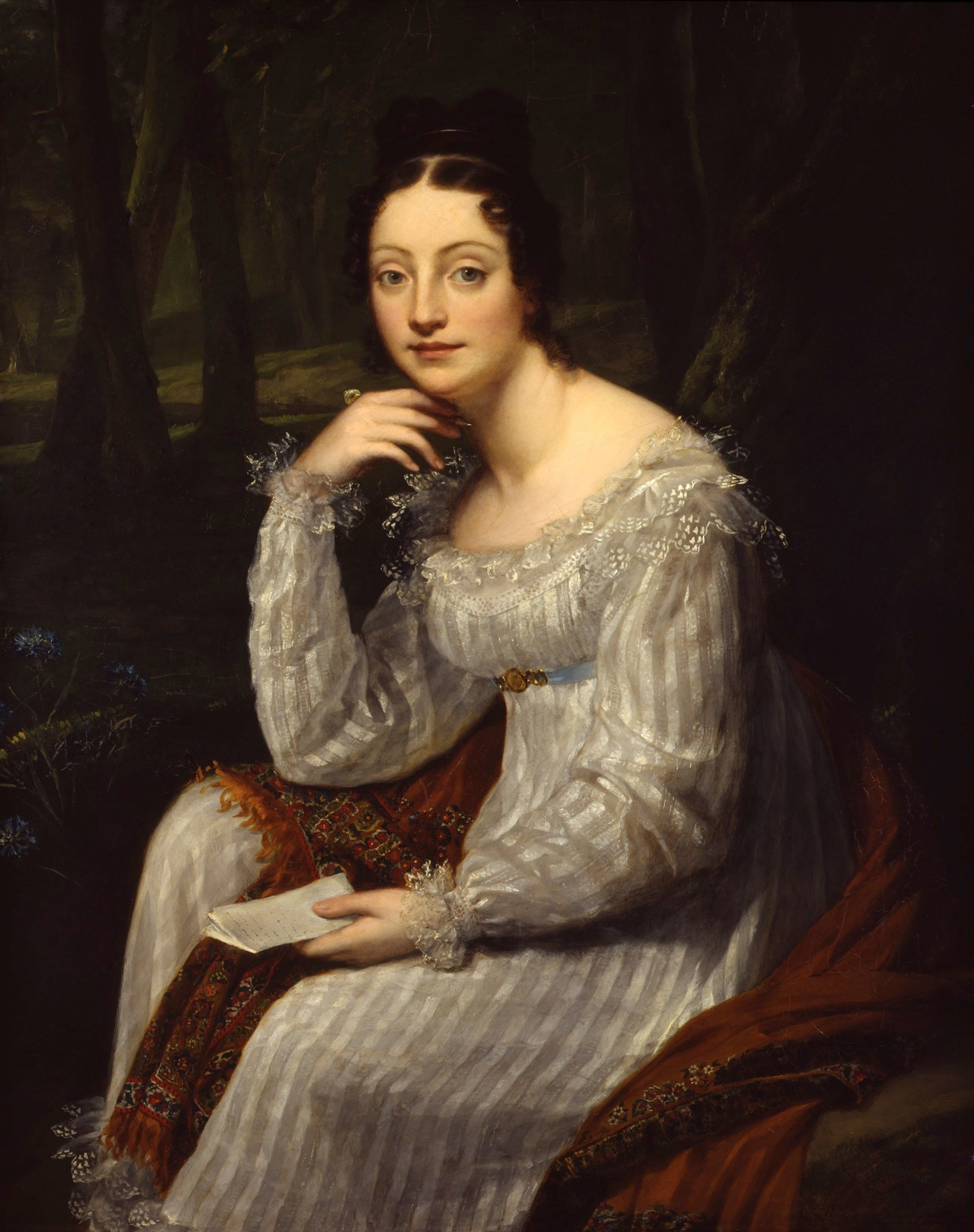
詩人Amable Tastuの肖像画 (1817) Museums of Metz
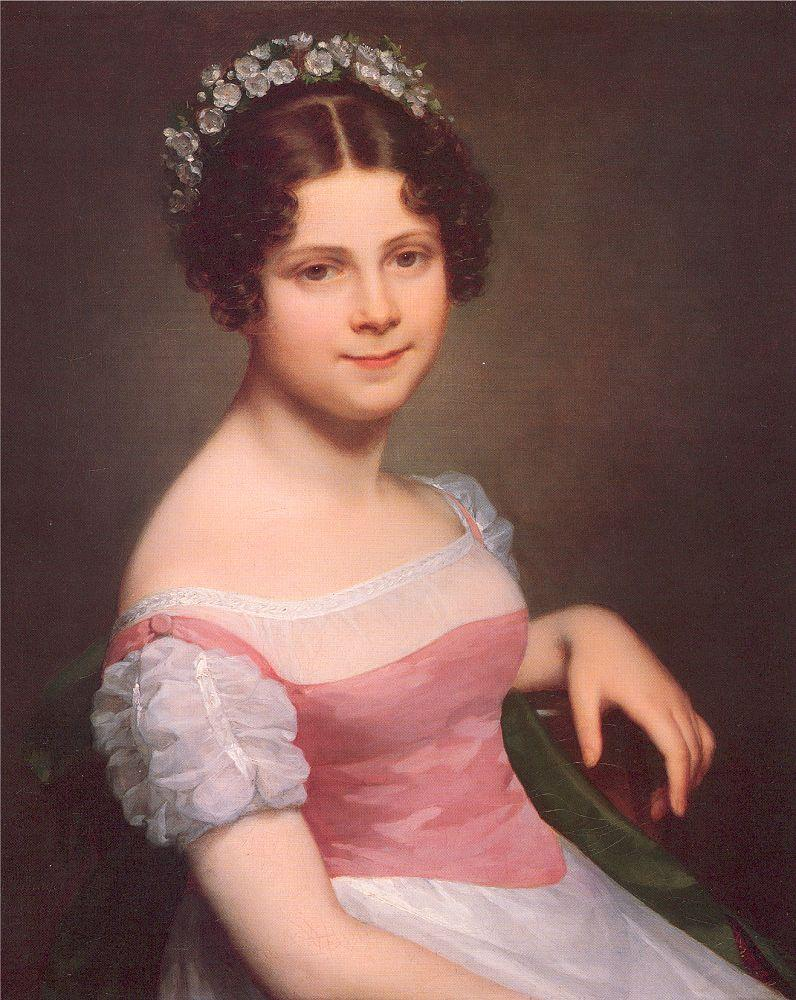
Sophie Fanny Lordon(画家Pierre Jérôme Lordonの娘)の肖像画(1820)